# Приручник ватреног змаја
Приручник ватреног змаја (кин: 火龍經, чита се Хуо Лунг Чинг), кинески војни уџбеник објављен крајем 14. века.